# 水林自然林
水林自然林（みずばやししぜんりん）は福島県福島市荒井地区にある面積38.8 haの森林公園である。阿武隈川水系荒川中流右岸の水防林に遊歩道を整備してつくられた。保健保安林、土木学会選奨土木遺産に指定されている。

## 概要
暴れ川だった荒川の治水のため、江戸時代より近隣住民の手によって水防林が整備されてきた。最も古い記録は1813年（文化10年）の左岸側庄野村による植林願いである。水防林は氾濫流の速度を下げて農地や居住地への水と土砂の侵入を抑える機能を持つ。水が溢れることを許容する治水として、霞堤（かすみてい）と呼ばれる不連続堤も併用された。水防林は、洪水時に堤防前面に木を吊るして破堤を防ぐ木流し工法の材料としても利用された。
水林自然林は、荒井地区の水防林を自然と触れ合う場として福島市が整備し、1975年4月1日に開園した。現在は指定管理者制度により福島県北森林組合の管理が行われている。林はアカマツ、イヌシデ、ハリギリ等により構成される。遊歩道と、河原に沿うキャンプ場があり、自然観察の他、バーベキューや福島市を始めとする南東北の食文化である芋煮会の会場として人気がある。また、芋煮の食材や道具を用意しているレストハウスや、周辺の自然や治水についての資料を展示した荒川資料室がある。

## 施設
- 霞堤 - 水防林と共に土木学会選奨土木遺産「荒川流域治水・砂防事業」（2007年）の一部[3]。荒川の治水の歴史に関する票板なども整備されている。
- 荒川資料室 - 砂防・河川事業を紹介する施設。
- キャンプ場
- レストハウス 赤とんぼ

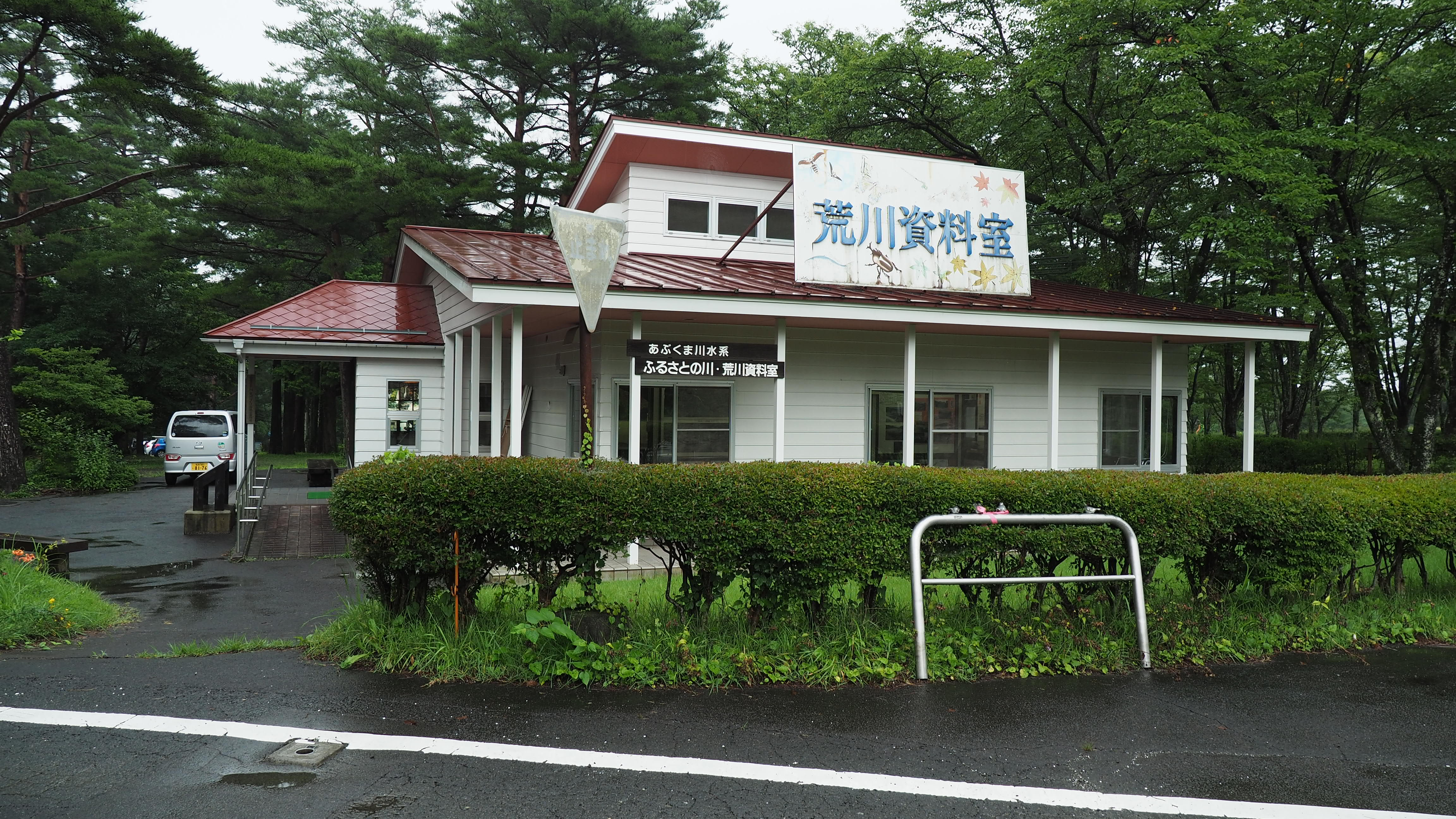
荒川資料室
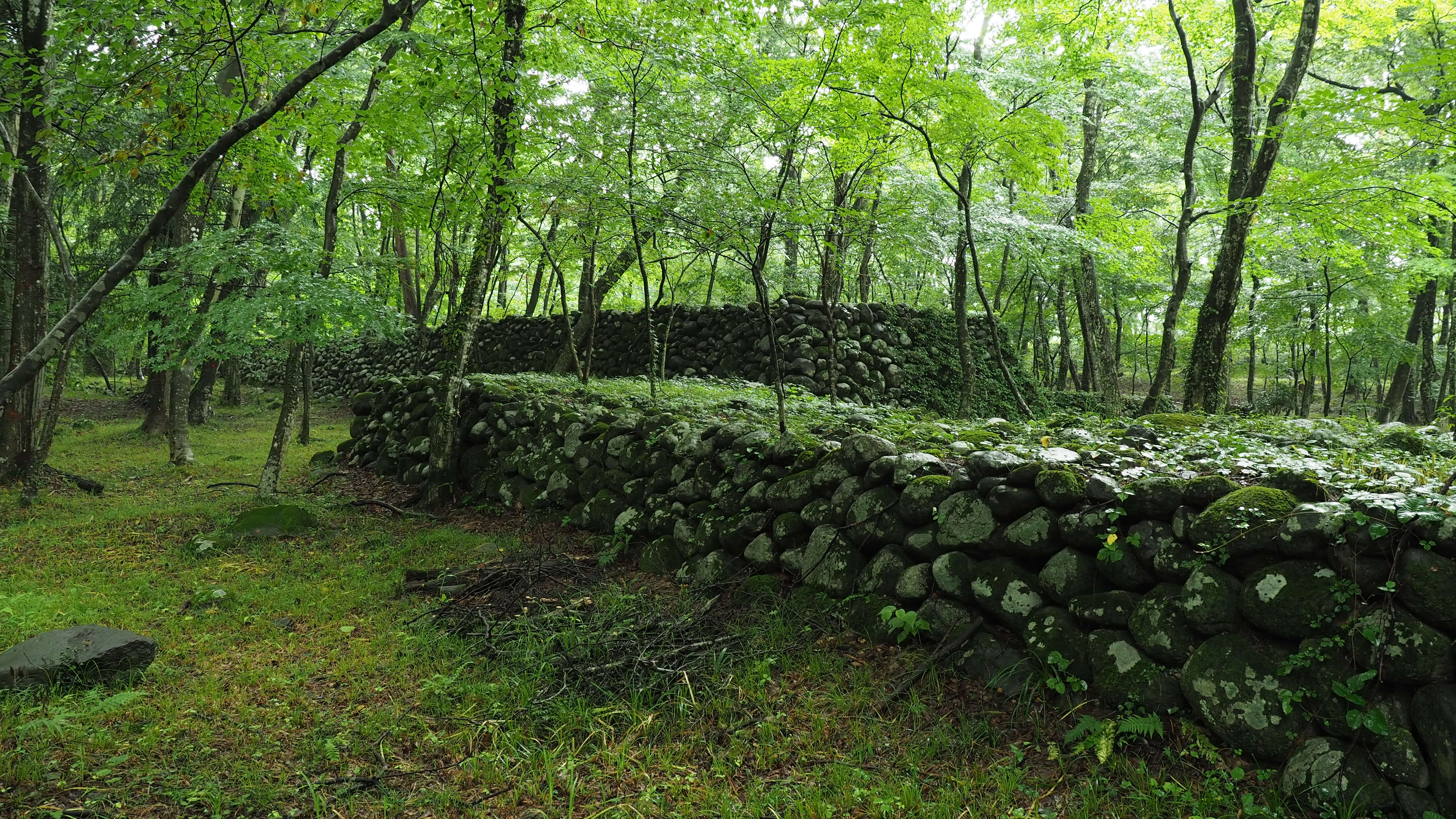
霞堤(かすみてい)

## 周辺
- 四季の里 - 園内の遊歩道が直結しており、相互に出入りが可能である。
- 福島県あづま総合運動公園 - 建設にあたり水防林の一部が伐採された[6]。

## アクセス
- 東北自動車道福島西インターチェンジより国道115号を土湯方面へ約10分
- バス停「自治研修センター」から徒歩約5分